# Santo Estêvão do Milagre (Santarém)
Santo Estêvão era uma antiga freguesia de Santarém, situada na zona alta cidade. Após a ocorrência numa casa da freguesia do Santíssimo Milagre, em 1266, esta passou a ser designada de Santo Estêvão do Milagre, sendo a sua antiga igreja paroquial conhecida actualmente como Igreja do Santíssimo Milagre. 
A paróquia, já existente nos finais do século XII, haveria de ser extinta e integrada na de Marvila em 1851, por decisão de D. Guilherme, Patriarca de Lisboa. Dentro dos limites desta freguesia, situavam-se a Ermida do Milagre, a Ermida do Sacramento e o Convento de Nossa Senhora dos Inocentes, também conhecido como Convento das Capuchas.